# Reinhard Furrer
Reinhard Alfred Furrer (25. listopadu 1940, Wörgl, Rakousko – 9. září 1995, letecká havárie na letišti Johannisthal Berlín) byl německý vědec a astronaut, který se v roce 1985 zúčastnil letu STS-61-A v americkém raketoplánu Challenger.

## Životní dráha
Vystudoval vysoké školy v Kielu (1969) a v Berlíně (1972) a získal doktorát v oboru fyziky. Pracoval a učil pak na univerzitě v Berlíně. Absolvoval vědecký pobyt v USA na University of Chicago.
Do výcvikového střediska astronautů NASA se dostal v roce 1982 a tři roky poté se stal dr. Furrer již 188. člověkem ve vesmíru.

### Let raketoplánem
Zúčastnil se desátého letu raketoplánu Challenger na podzim roku 1985. Jednalo se o sedmidenní misi STS-61-A s laboratoří Spacelab na palubě. Spolu s Reinhardem Furrerem odstartovala z kosmodromu na mysu Canaveral tato mezinárodní posádka: Henry Hartsfield, Steven Nagel, James Buchli, Guion Bluford, Bonnie Dunbarová, Wubbo Ockels z Nizozemska a Ernst Messerschmid z Německa.
Protože dva z vědců byli Němci, řízení experimentů se tentokrát mělo uskutečnit poprvé z německého řídicího střediska v Oberpfaffenhofenu poblíž Mnichova. Na počátku mise byla vypuštěna družice GLOMR a aktivován Spacelab, v průběhu letu pak bylo provedeno přes 70 experimentů. Mise zakončená přistáním na základně Edwards byla vydařená.
- STS-61-A Challenger (start 30. října 1985, přistání 6. listopadu 1985)

### Po letu
Pokračoval v kariéře profesora v Německu, v roce 1987 přešel na WIB Weltraum Institut Berlin GmbH v Berlíně. Zůstal svobodný.
Zemřel při letecké havárii Me-108 v Berlíně v roce 1995, ve svých 55 letech.